# José Carrillo Moreno
José Carrillo Moreno (Tinaco, estado Cojedes, 4 de marzo de 1922 - Caracas, 5 de abril de 1975) fue un poeta, cronista, periodista, abogado, historiador y político venezolano. Fue individuo de número de la Academia Nacional de la Historia (Venezuela), Miembro de la Academia de la Historia Colombiana, de la Academia Boliviana de la Historia y de otras instituciones culturales en Venezuela. Recibió la Orden "Gral. José Laurencio Silva" y la Orden "Francisco de Miranda".

## Biografía
Hijo de Telésforo Carrillo y de María Moreno. Realizó estudios en la Escuela Unitaria de Tinaco, en la Escuela Graduada de San Carlos y el colegio Don Bosco de Valencia. Cursó el bachillerato en el liceo Pedro Gual de Valencia.  Se radica en Caracas para cursar el preuniversitario de filosofía y letras en el Instituto Pedagógico, posteriormente realiza sus estudios universitarios en la Universidad Central de Venezuela, obteniendo mención cum laude en 1950 en derecho y periodismo. Fue comunicador desde su época de estudiante, destacando como colaborador en diversos órganos de prensa como Lampos Tinaqueros (Tinaco, Edo. Cojedes); El Carabobeño (Valencia, Edo. Carabobo), y en varios de los principales periódicos y revistas de Caracas. Ejerció como redactor del diario El País (Caracas) hasta 1948, colaboró con el Papel Literario de El Nacional (1953 – 1956) y con la Revista Nacional de Cultura.  En 1955 obtuvo el Premio Municipal de Prosa por su estudio biográfico sobre Pío Gil. Fue cronista de las ciudades de Tinaco y San Carlos, en el estado Cojedes, fueron numerosos sus trabajos de carácter histórico publicados sobre Simón Bolívar, igualmente destacan sus estudios sobre la edición del primer tomo del archivo del general José Laurencio Silva (1973). Fue incorporado como individuo de número de la Academia Nacional de la Historia en 1973. Falleció en Caracas en 1975 mientras desempeñaba el cargo de Presidente del Instituto Nacional de Cultura y Bellas Artes (INCIBA).

## Obra
La obra de José Carrillo Moreno se puede clasificar en sus diferentes facetas:

### Poesía
Coplas, Tiramuto, Poemario sin Nombre, La Agonía del Véspero y otros cuadernos sin publicar.

### Historia
Bolívar, pastor de Profecía; Bolívar, maestro del pueblo; Bolívar y su concepto del Pueblo; José Laurencio Silva, paradigma de lealtad; Cipriano Castro, el arrebato nacionalista; Pío Gil; Matías Salazar; Huellas de Bolívar en el Estado Cojedes; Bolívar y el nacionalismo científico, entre otros.

### Periodismo
Mientras ejercía la presidencia de Venezuela el general Isaías Medina Angarita, fue corresponsal del desaparecido diario El País; durante el llamado “bogotazo”, en Colombia, estuvo reunido con Jorge Eliecer Gaitán en la sede de la residencia de la embajada de Venezuela momentos antes de que este último fuese asesinado. Escribió en La Esfera, El Nacional, El Carabobeño, Época, Elite, El Universal y La República.

### Editor
Revista Progreso de Venezuela

### Diario Epistolar
Dejó un considerable intercambio de cartas que reflejan su crecimiento y evolución como hombre de letras.

### Bibliografìa Indirecta
- Hernández, Juvenal – José Carrillo Moreno: un tinaquillero entregado a la historia. San Carlos: Gobernación del Estado Cojedes, 1975